# 千里の道も一歩から
千里の道も一歩から（せんりのみちもいっぽから、中国語:千里之行始于足下）は、『老子』からのことわざ。

## 概要
千里というのは長い行程ということであり、このような長い行程を行く場合にでも、まず最初に踏み出した一歩から始まるということである。1里とは約400メートル。そこからどのような大事業でも、最初はまず手近なところから始めていくということを意味として用いられている。

### 由来
『老子』の64章に千里の道も一歩からの由来となった文章がある。そこでは大木も毛先ほどの芽から成長し、9階建の建物も盛土から造り出され、千里の道も1歩歩くことから始まるとある。元々は大きなトラブルになるようなことでも、それが始まって間もないうちならば対処がしやすいというようなことを意味する言葉として用いられていた。それが現在では大きなトラブルではなく大きな事業のことについて用いられるようになっている。